# Little Hills 158B
Little Hills 158B är ett reservat i Kanada.   Det ligger i provinsen Saskatchewan, i den centrala delen av landet, 2 300 km väster om huvudstaden Ottawa. Little Hills 158B ligger vid sjön Bigstone Lake.
I omgivningarna runt Little Hills 158B växer i huvudsak barrskog. Trakten runt Little Hills 158B är nära nog obefolkad, med mindre än två invånare per kvadratkilometer.